# Shu Pei-pei
Shu Pei-pei (舒佩佩) est une actrice hongkongaise née le 28 novembre 1948, ayant joué dans une vingtaine de films au cours d’une courte carrière. 
Née à Shanghai, elle émigre à Hong Kong en 1958 avec sa famille. Élue première dauphine d’un concours de beauté co-organisé par la société Seiko et les studios Shaw Brothers, elle est engagée par ces derniers et rejoint leur centre de formation tout en jouant un rôle de danseuse figurante dans The Mating Season. Avant la fin de son cursus elle obtient un premier second rôle important dans le film The Thundering Sword (1967), aux côtés de Cheng Pei-pei (鄭佩佩), Chang Yi (張翼) et Lo Lieh (羅烈). Elle tourne ensuite dans des films d’arts martiaux et des drames, souvent en tant que second rôle. Bien qu’ait ait essentiellement tourné pour la Shaw Brothers, elle participe aussi à des productions indépendantes dont Miss Judoka règle ses comptes au karaté de Wu Ma, en tant qu’actrice principale, et La Rage du vainqueur. 
À la fin de son contrat elle se marie et met un terme à sa carrière, puis travaille au sein de la direction d’une agence de voyages.

## Filmographie
- 1966 : The Mating Season : danseuse
- 1967 : The Thundering Sword : Gin Hsia
- 1967 : The Silent Swordsman: Meng-meng
- 1967 : Madame Slender Plum : figurante
- 1967 : Sing High, Sing Low
- 1968 : The Sword of Swords : Lin Gu
- 1968 : The Magnificent Swordsman : Sha Xiu-Xiu
- 1968 : Spring Blossoms (1968) : Chen Jie Yu
- 1970 : The Secret of the Dirk : Liu Ching-ching
- 1970 : The Golden Knight : Ai Qing
- 1970 : The Love Auction
- 1970 : A Taste of Cold Steel : Gan-la-Troisième
- 1970 : Miss Judoka règle ses comptes au karaté (Wrath of the Sword) : Bai Ying
- 1971 : Village of Tigers
- 1971 : The Devil's Mirror : Bai Xiao-feng
- 1971 : The Man with Two Wives
- 1972 : Les 14 Amazones : Yang Pai Feng
- 1972 : The Imperial Swordsman : Shi Xue-Lan
- 1973 : The Boxers : Pai Yu-Ying
- 1973 (tourné en 1971) : La Rage du vainqueur : Xiao Lam